# 源平交代思想
源平交代思想（げんぺいこうたいしそう）または源平交代説は、日本史上の武家政権は源氏と平氏が革命（易姓革命）的に交代するという俗説のこと。室町時代ごろから一部で信じられていたと言われている。

## 概要
その説を平氏政権以降江戸時代までの実際の政権の推移に当てはめてみると以下のようになる。
（太字は出自の氏が確定している一族）
- 平氏（平氏政権、平清盛の一族）
- 源氏（鎌倉幕府、源頼朝の一族）
- 平氏（鎌倉幕府、執権北条氏得宗家）
- 源氏（室町幕府、足利氏）
- 平氏（織田政権、織田信長）
- 源氏（明智光秀、美濃源氏）
- 源氏もしくは平氏（豊臣政権、豊臣氏。宇多源氏佐々木流など諸説有）
- 源氏（江戸幕府、徳川氏。源氏は自称であり、藤原氏本姓説有）

上記のように織田政権と江戸幕府との間に明智光秀（美濃源氏）や豊臣政権・豊臣秀吉（宇多源氏佐々木流・平姓など諸説有）を入れる他説もある。
織田信長の時代には源平交代思想が一部で信じられていたため、信長が平氏を称するようになった事と徳川家康が源氏を称するようになった事もこの思想に関連しているといわれるが、真偽は不明である。

## 異説

### 関東における源平交代思想
源平交代思想は、豊臣氏という別姓が紛れた中央政権ではなく、関東において特に強く信じられ、実行されていたという説。この場合、家康が封ぜられる前に関東における実権をもっていた勢力は以下の通りである。
- 平氏（坂東平氏、平将門・坂東八平氏など）
- 源氏（鎌倉幕府、源頼朝の一族）
- 平氏（鎌倉幕府、執権北条氏得宗家）
- 源氏（室町幕府鎌倉公方、足利氏）
- 平氏（後北条氏）

後北条氏滅亡後、関東への移封を命ぜられた家康はこの思想の元、源氏に改姓した上で関東に入り、その支配の正当性を示したという可能性もある。